# Josefa Frau Ribes
Josepa Frau Ribes, coneguda també com a Pepa Frau, (Benissa, Marina Alta, 1950) és una advocada i política valenciana.

## Biografia
Llicenciada en dret per la Universitat de València. Militant del PSOE des de 1980. Membre de l'executiva del PSPV-PSOE, fou primer tinent d'alcalde de Gandia de 1983 a 1991, i alcaldessa de 1991 a 2003. A les eleccions a les Corts Valencianes de 1983 i de 1987 fou escollida diputada. Fou presidenta de la Comissió d'Educació i Cultura de les Corts Valencianes (1983-1987) i presidenta de la Comissió de Política Social i Ocupació (2003-2007).

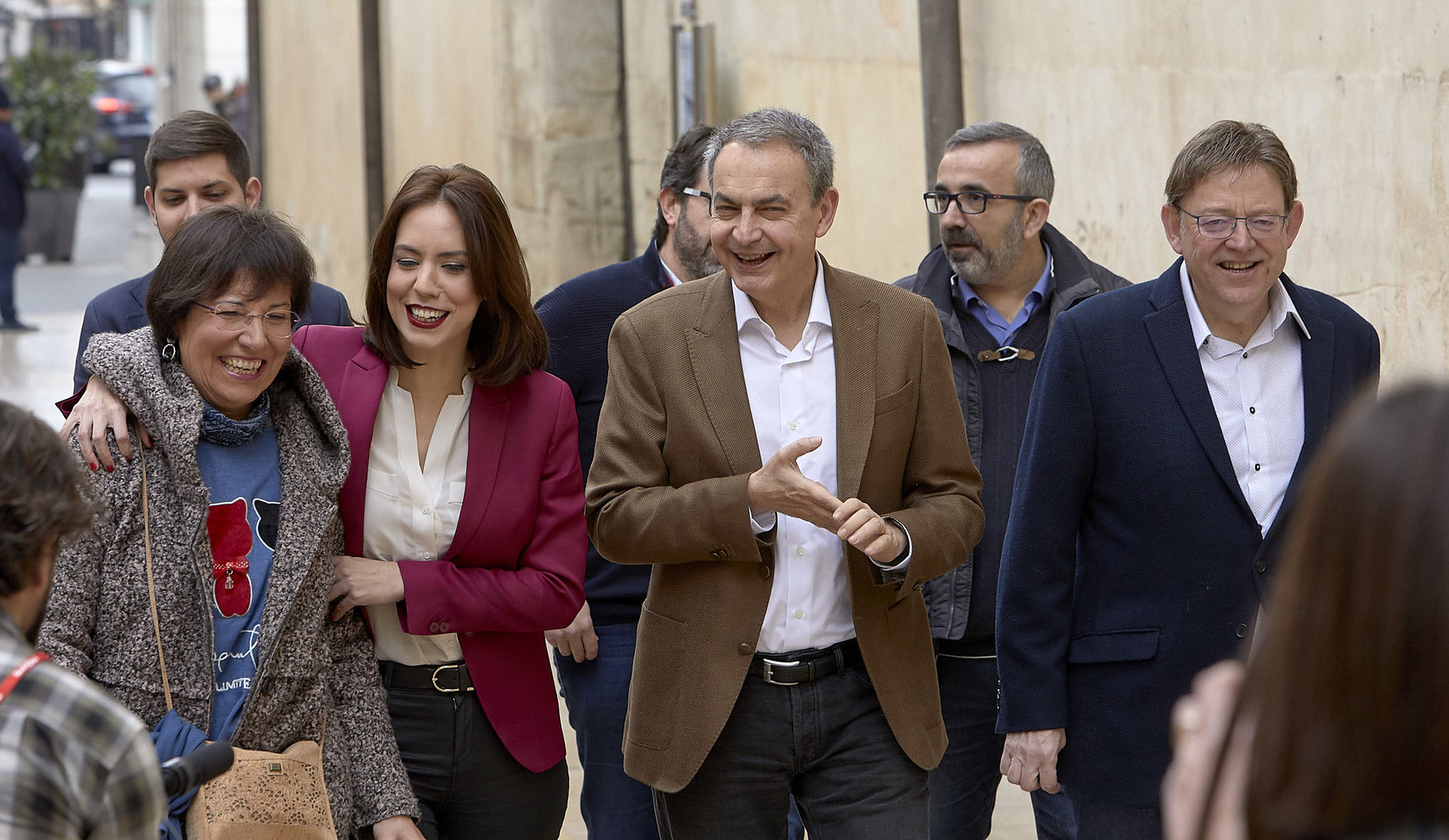
Pepa Frau, Diana Morant, Zapatero i Ximo Puig

Fou escollida senadora per la província de València a les eleccions generals espanyoles de 1986 (substituint Enric Sapena Granell), 1989, 1993 i 1996. Ha estat en diverses legislatures membre de la Diputació Permanent del Senat d'Espanya i portaveu de la comissió d'Educació Universitats, Investigació i cultura i de la Comissió Especial d'Investigació de la violència en espectacles esportius (1989-1991).
Tornà novament a les Corts Valencianes a les eleccions de 2003 i 2007, i el 2011 fou destinada al Consell Valencià de Cultura pel PSPV.